# Journal of the American Mathematical Society
Het Journal of the American Mathematical Society, ook bekendstaand onder het acroniem, JAMS, is een aan collegiale toetsing onderworpen wiskundig tijdschrift dat elk kwartaal door de  American Mathematical Society wordt gepubliceerd. Het blad staat bekend om zijn strenge collegiale toetsing en mede daardoor door de hoge kwaliteit van de in het tijdschrift gepubliceerde artikelen uit alle gebieden van de wiskunde.  
De huidige (21 december 2005) redactieraad bestaat uit: 
Redacteuren:
- Ingrid Daubechies (Princeton)
- Robert Lazarsfeld (Universiteit van Michigan)
- John W. Morgan (Columbia)
- Andrej Okounkov (Princeton)
- Terence Tao (Universiteit van Californië)

Enige van de geassocieerde redacteuren:
- Andrew M. Odlyzko (Universiteit van Minnesota)
- Richard L. Taylor (Harvard University)
- S. R. Srinivasa Varadhan (NYU, Courant Institute)